# Vine (gmina Zagorje ob Savi)
Vine – wieś w Słowenii, w gminie Zagorje ob Savi. W 2018 roku liczyła 17 mieszkańców.